# Old Joy
Old Joy es una película de carretera estadounidense de 2006 escrita y dirigida por Kelly Reichardt y basada en un cuento de Jonathan Raymond . La banda sonora original de la película es de Yo La Tengo y está incluida en el álbum recopilatorio de bandas sonoras They Shoot, We Score .

## Argumento
Old Joy cuenta la historia de dos amigos, Kurt y Mark, que se reencuentran para un viaje de campamento de fin de semana en la Cordillera de las Cascadas y Bagby Hot Springs, al este de Portland, Oregón . Kurt vive un estilo de vida hippie precario, mientras que Mark ha dejado ese modo de vida y ha conseguido un trabajo decente y una casa. La película es una historia de amistad, pérdida y marginación. A Mark, la salida de fin de semana le da un respiro de la presión de su paternidad inminente. Lucy, el perro de Mark, los acompaña en el viaje.

## Recepción de la crítica
Old Joy recibió reseñas favorables de los críticos. El agregador de reseñas Rotten Tomatoes informó que el 85% de los críticos le dieron a la película reseñas positivas, según 94 reseñas — con el consenso de que "una belleza serena y melancólica impregna esta película meditativa". Metacritic informó que la película obtuvo una puntuación promedio de 84 sobre 100, según 24 reseñas. El New York Times la calificó como "una de las mejores películas estadounidenses del año".
La película apareció en varias listas de las diez mejores películas de 2006 de varios críticos.
- 2ª - Ella Taylor, LA Semanal
- 4ª - Marc Mohan, Oregoniano de Portland
- 4ª - Scott Tobias, El Club AV
- 4ª - Ty Burr, The Boston Globe
- 8ª - Lisa Schwarzbaum, Semanal de entretenimiento
- 10.ª - Wesley Morris, The Boston Globe

La película también ganó premios de la Asociación de Críticos de Cine de Los Ángeles, el Festival Internacional de Cine de Rotterdam y el Festival de Cine de Sarasota. Neil Kopp ganó el premio al productor en los Independent Spirit Awards por su trabajo en Old Joy y Paranoid Park .
Al revisar el lanzamiento de la película en Blu-ray de The Criterion Collection, el crítico Svet Atanasov de Blu-ray.com se sintió decepcionado con Old Joy, afirmando que, aunque Reichardt es una directora dotada, "[la película] es tan introvertida que rápidamente crea la impresión de que desea que la dejen en paz, en lugar de acercar al espectador a los campistas, la película esencialmente les da más espacio para descubrir cómo se sienten acerca de su amistad y sus vidas".